# Цьосни (Зґерський повіт)
Цьосни (пол. Ciosny) — село в Польщі, у гміні Зґеж Зґерського повіту Лодзинського воєводства.
Населення — 196 осіб (2011).
У 1975-1998 роках село належало до Лодзинського воєводства.

## Демографія
Демографічна структура станом на 31 березня 2011 року:
|          | Загалом | Допрацездатний вік | Працездатний вік | Постпрацездатний вік |
| -------- | ------- | ------------------ | ---------------- | -------------------- |
| Чоловіки | 93      | 19                 | 65               | 9                    |
| Жінки    | 103     | 13                 | 66               | 24                   |
| Разом    | 196     | 32                 | 131              | 33                   |